# Theophilus Eaton

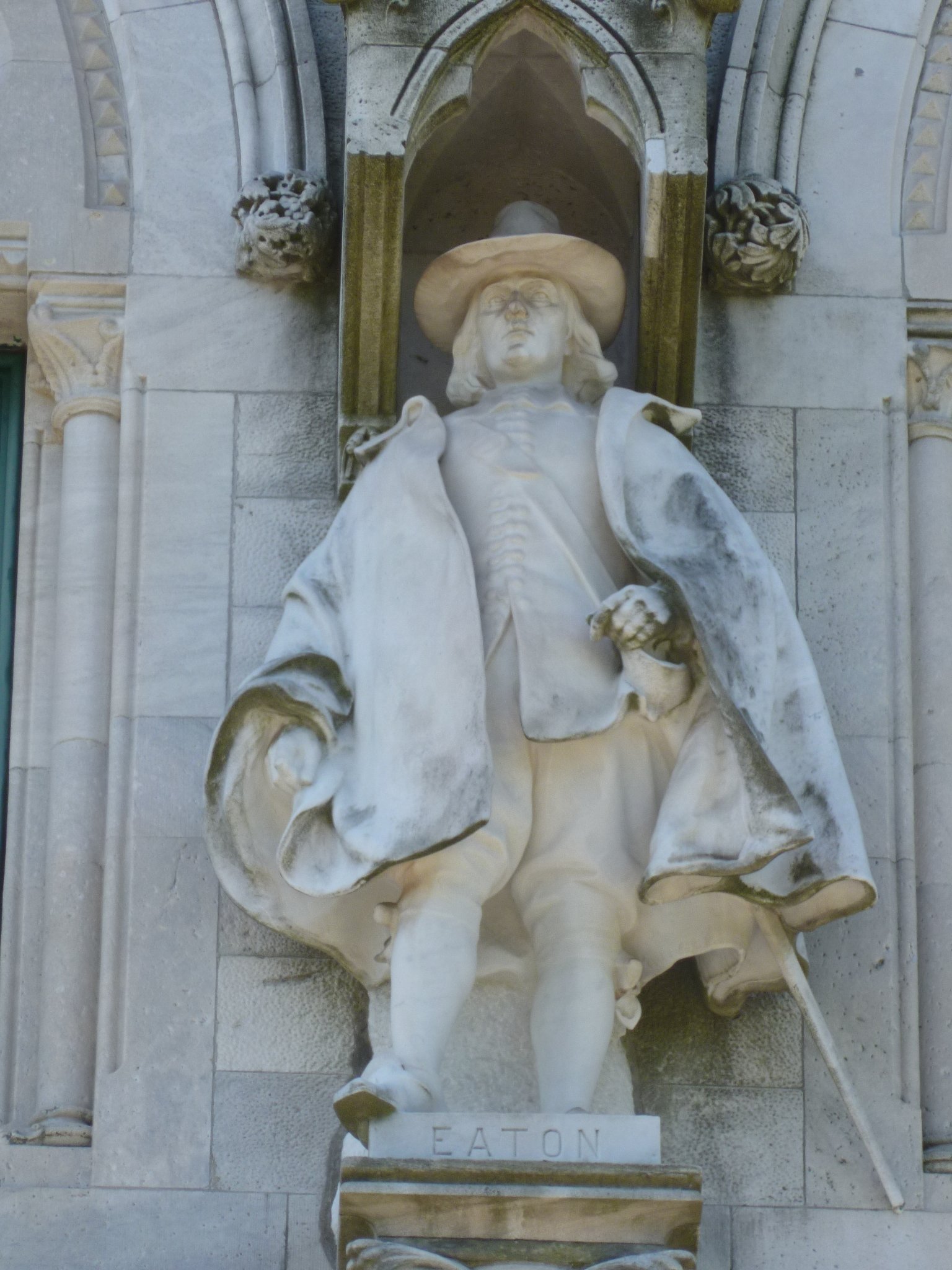
Statue von Gouverneur Theophilus Eaton, Hartford Connecticut, Mitbegründer der Kolonie New Haven und erster Gouverneur.

Theophilus Eaton (* 1590 bei Stony Stratford, Buckinghamshire, England; † 7. Januar 1658 in Hartford, Colony of Connecticut) war ein englischer Siedler in Amerika, Händler, Farmer und Puritaner. Ferner war er ein kolonialer Führer sowie Mitbegründer und erster Gouverneur der New Haven Colony.

## Werdegang
Theophilus Eaton, Sohn von Richard Eaton (1569–1616), der Kaplan von Great Budworth, Chester war, und seiner Ehefrau Elizabeth Shepheard (1569–1630), wurde 1590 bei Stony Stratford, Buckinghamshire, England geboren.
Für einige Jahre war Theophilus ein Bevollmächtigter von König Charles I. von England am dänischen Hof. Anschließend war er als Händler in London tätig. Er war auch einer von den ursprünglichen Patentinhabern und Präsident der Massachusetts Bay Company. In jener Zeit entwickelte Eaton auch bedingt als Puritaner großes Interesse an der kolonialen Erschließung, so dass er sich schließlich entschloss nach New England auszuwandern. Er erreichte mit seiner Familie und einer Gruppe anderer Puritaner am Bord der Hector (Schiff) am 26. Juni 1637 Boston, Massachusetts.
Ihre Gruppe von Kolonisten wurde von dem religiösen Führer John Davenport angeführt. Sie wollten ihre eigene Siedlung gründen, wohl infolge Winthrops Rolle, der auch dafür verantwortlich gemacht wird, dass Rev. Thomas Hooker und andere von dort fortgingen, um ihre eigenen Kolonien zu gründen.
Im Frühjahr zog seine Gruppe von Boston aus und erreichte am 14. April 1638 die Stätte, die sie New Haven nannten.
Jenen Herbst führte Eaton eine Expedition nach Süden und fand eine Stelle bei Quinnipiack am nördlichen Ufer des Long Island Sound. Am 14. November 1638 betraten er und seine Begleitung in Übereinstimmung mit dem Friedenshäuptling (auch Sachem genannt) Momauquin das Land, das die Quinnipiac-Indianer im Austausch für Schutz vor ihren uralten Feinden, den Mohawk und den Pequot, eintauschten. Momauquin würde sein Anrecht und Besitzanspruch im Interesse des Landes abtreten, wenn beide Parteien zusagen würde, dass sich nicht später Gefühle wie Feindseligkeit, Hass oder Reue entwickeln würden. [Cf. J. W. Barber, History and Antiquities of New Haven, (Conn.) (1831) pp. 25–29].
Die Mohawks und die Pequots hatten alle außer den New-Haven-Indianern vernichtet, allein nur 40 Männer überlebten, so dass schließlich Theophilus und seine Begleiter, auch durch Vertrag verpflichtet, sie zu beschützen, sie ungerechtfertigt angriffen und in Angst versetzten. Eaton und seine Leute taten dies aus mehreren Gründen, und zwar hauptsächlich, weil sie für immer ausreichend Land haben wollten, um etwas anbauen zu können, sowie um sich an ihnen für ihre überhöhten Forderungen beim Landkauf zu rächen, die wären: zwölf Mäntel aus englischem Leinen, zwölf Alchemielöffel, zwölf Beile, zwölf Hacken, zwei Dutzend Messer, zwölf Näpfe sowie vier Etuis französischer Messer und Scheren.
Dieser Vertrag war damals durch Momauquin und seinen Rat sowie durch Theophilus Eaton und John Davenport unterzeichnet und rechtmäßig vollzogen worden.
Einige sagten, dass Theophilus bloß dreizehn Mäntel bei den einheimischen Indianern für sieben Landgemeinden eintauschte, aber Tatsache ist, dass im folgenden Dezember 1638 er und seine Begleiter eine große Landfläche von Monotowese, dem Sohn des Friedenshäuptlings der Mattabesic, erwarben, die 10 Meilen lang und 13 Meilen breit war. Er bezahlte an Monotowese gemäß der Vereinbarung 13 Mäntel und erneut gaben die Indianer den Engländern reichlich Boden für die Anpflanzung und die Jagd. Ferner bestand Monotoweses Stamm zur damaligen Zeit aus lediglich 10 Mann mit ihren Frauen und Kindern. Sie gingen davon aus, dass die Engländer sie auch vor den Mohawks und den Pequots beschützen würden.
Beim Eintreffen in der neuen Kolonie versuchte Theophilus als Erstes sein Handwerk als Kaufmann fortzusetzen. Es misslang ihm, da die Kolonie noch viel zu neu war, um sich Importe zu leisten, wobei der Indianer-Pelzhandel mit den holländischen Außenposten bei Hartford erfolgreicher war, so dass er auf die Landwirtschaft umsattelte.
Als die New Haven Colony unter seiner Leitung gegründet wurde, wurde er als einer der „sieben Pfeiler der Kirch“ ausgewählt, stellvertretend als einer von den 7 Ratsmitgliedern, die früher den Bund der Freemen bildeten, und der gewählten Zivilbeamte.
Ihre Namen waren: Theophilus Eaton, John Davenport, Robert Newman, Matthew Gilbert, Thomas Fugill, John Punderson und Jeremiah Dixon.
Theophilus wurde am 4. Juni 1639 zum ersten Gouverneur gewählt und bis zu seinem Tod am 7. Januar 1657 bzw. 1658 (nach julianischem Kalender) jedes Jahr wiedergewählt. Er wurde auf der Grünanlage in New Haven beigesetzt, wobei später seine sterblichen Überreste auf den Grove Street Cemetery in New Haven umgebettet wurden. Eine seiner wesentlichen Leistungen als Gouverneur war 1655 die Erstellung des geschriebenen Strafgesetzbuchs für die Kolonie, die später als die Blue Laws of Connecticut bekannt wurden. Deshalb und weil er der erste Präsident der Massachusetts Bay Company war, wird er mitunter von einigen als der Vater des amerikanischen Rechts (engl. Father of American Law) angedacht.

## Grabinschrift von Theophilus Eaton
"Theophilus Eaton, Esqr. Govr. dec'd Jan'y 7, 1657, Ætat. 67.
Eaton so fam'd, so wise, so just,
The Phœnix of our world, here lies his dust,
This name forget, N. England never must."

## Familie
Theophilus Eaton war zwei Mal verheiratet. Das erste Mal heiratete er 1622 eine Frau mit dem Namen Grace Hiller. Sie hatten zumindest eine Tochter (Mary) und einen Sohn (Samuel) (nach einigen Quellen hatten sie auch einen Sohn mit dem Namen James).
Eaton heiratete nach dem Tod seiner ersten Frau 1625 erneut, dieses Mal eine Witwe mit dem Namen Anne Yale, Tochter von George Lloyd, des Bischofs von Chester (einige Quellen sagen, dass es Anne Morton, Tochter von Thomas Morton, des Bischofs von Chester, war). Das Ehepaar hatte drei gemeinsame Kinder, Theophilus, Hannah und Elizabeth, wobei zum Haushalt acht Kinder insgesamt zählten. Neben ihren dreien sowie Mary und Samuel schloss es Anne, David und Thomas Yale aus Anne’s erster Ehe mit Thomas Yale mit ein.
Theophilus' jüngerer Bruder Nathaniel Eaton (1609–1674) wurde, nachdem ihn der damalige Gouverneur von Massachusetts John Winthrop 1639 seines Amtes enthoben hatte, was einige als Massachusetts' ersten Hexenprozess angesehen hatten, der erste Schulmeister des Harvard College. Ein anderer Bruder, Samuel Eaton (1597–1665), war ein Pastor, der Theophilus nach New Haven begleitete, jedoch dann nach England zurückkehrte, um die antipuritanischen Verfolgungen zu bekämpfen.
Thomas Yale, Sohn von Thomas und Ann (Lloyd) Yale, ließ sich in der New Haven Colony nieder und unterzeichnete am 4. Juni 1639 das Fundamental Agreement of the New Haven Colony. Anne Jr. heiratete 1631 Edward Hopkins, den späteren Gouverneur der Colony of Connecticut. David heiratete 1641 Ursula Knight. Sie waren die Eltern von Elihu Yale, dem Namensvetter des Yale College.
Mary Eaton heiratete 1647 Valentine Hill aus Boston, wobei ihr Onkel Nathaniel damals Trauzeuge war. Samuel Eaton heiratete 1654 Mabel (Harlakenden) Haynes. Beide verstarben 1655 an den Pocken. Hannah Eaton heiratete 1659 den Vizegouverneur William Jones (1624–1706). Theophilus Eaton Jr. oder Ellis genannt, ließ sich in Dublin, Irland nieder und heiratete dort eine Anne King. Elizabeth verstarb im März 1637 in London, kurz vor ihrer Abreise zurück in die Kolonien.